# Omar (Sulu)
Koordinaten: 6° 1′ N, 121° 23′ O
Omar ist eine Gemeinde auf den Philippinen und gehört zur Provinz Sulu. Sie liegt am Ostende der Hauptinsel Jolo und hat etwa 28.000 Einwohner (Stand 2020).

## Barangays
Omar ist politisch in 8 Barangays unterteilt.
| - Andalan - Angilan - Capual Island - Huwit-huwit | - Lahing-Lahing - Niangkaan - Sucuban - Tangkuan |